# Lettország az 1992. évi nyári olimpiai játékokon
Lettország a spanyolországi Barcelonában megrendezett 1992. évi nyári olimpiai játékok egyik részt vevő nemzete volt. Az országot az olimpián 13 sportágban 34 sportoló képviselte, akik összesen 3 érmet szereztek. A Szovjetuniótól való függetlenné válása után ez volt az első alkalom, hogy Lettország önállóan vett részt a nyári olimpiai játékokon. Ezt megelőzően az ország sportolói négy alkalommal szerepeltek önálló csapattal nyári olimpián.

## Érmesek
| Érem  | Versenyző         | Sportág       | Versenyszám                |
| ----- | ----------------- | ------------- | -------------------------- |
| Ezüst | Ivans Klementjevs | Kajak-kenu    | Férfi kenu egyes 1000 m    |
| Ezüst | Afanasijs Kuzmins | Sportlövészet | Férfi gyorstüzelő pisztoly |
| Bronz | Dainis Ozols      | Kerékpározás  | Férfi mezőnyverseny        |

## Atlétika
Férfi
| Versenyző      | Versenyszám | Előfutam | Előfutam | Előfutam | Negyeddöntő | Negyeddöntő | Negyeddöntő | Elődöntő | Elődöntő | Elődöntő | Döntő   | Döntő    |
| Versenyző      | Versenyszám | Idő      | Hely.    | Össz.    | Idő         | Hely.       | Össz.       | Idő      | Hely.    | Össz.    | Idő     | Helyezés |
| -------------- | ----------- | -------- | -------- | -------- | ----------- | ----------- | ----------- | -------- | -------- | -------- | ------- | -------- |
| Igors Kazanovs | 110 m gát   | 13,88    | 4.       | 23.      | 13,76       | 4.          | 14.*        | 13,77    | 6.       | 11.**    | kiesett | kiesett  |

| Versenyző            | Versenyszám   | Selejtező                | Selejtező                | Döntő    | Döntő    |
| Versenyző            | Versenyszám   | Eredmény                 | Helyezés                 | Eredmény | Helyezés |
| -------------------- | ------------- | ------------------------ | ------------------------ | -------- | -------- |
| Aleksandrs Obižajevs | Rúdugrás      | érvényes kísérlet nélkül | érvényes kísérlet nélkül | kiesett  | kiesett  |
| Māris Bružiks        | Hármasugrás   | 16,94 m                  | 9.                       | 16,80 m  | 10.      |
| Mārcis Štrobinders   | Gerelyhajítás | 76,32 m                  | 19.                      | kiesett  | kiesett  |

Női
| Versenyző     | Versenyszám | Előfutam      | Előfutam      | Előfutam      | Döntő   | Döntő    |
| Versenyző     | Versenyszám | Idő           | Hely.         | Össz.         | Idő     | Helyezés |
| ------------- | ----------- | ------------- | ------------- | ------------- | ------- | -------- |
| Anita Klapote | 10 000 m    | nem ért célba | nem ért célba | nem ért célba | kiesett | kiesett  |

| Versenyző          | Versenyszám   | Selejtező | Selejtező | Döntő    | Döntő    |
| Versenyző          | Versenyszám   | Eredmény  | Helyezés  | Eredmény | Helyezés |
| ------------------ | ------------- | --------- | --------- | -------- | -------- |
| Valentīna Gotovska | Magasugrás    | 192 cm    | 6.*       | 183 cm   | 13.*     |
| Ilga Bērtulsone    | Diszkoszvetés | 58,92 m   | 19.       | kiesett  | kiesett  |

* - egy másik versenyzővel azonos időt/eredményt ért el

** - két másik versenyzővel azonos időt ért el

## Birkózás
Szabadfogású
| Versenyző      | Versenyszám | Csoportkör | Csoportkör | Helyosztók        | Helyosztók        | Helyosztók        | Bronz- mérkőzés   | Döntő             | Helyezés    |
| Versenyző      | Versenyszám | Csoportkör | Csoportkör | 9. helyért        | 7. helyért        | 5. helyért        | Bronz- mérkőzés   | Döntő             | Helyezés    |
| Versenyző      | Versenyszám | Ellenfél Eredmény | Hely.      | Ellenfél Eredmény | Ellenfél Eredmény | Ellenfél Eredmény | Ellenfél Eredmény | Ellenfél Eredmény | Helyezés    |
| -------------- | ----------- | --- | ---------- | ----------------- | ----------------- | ----------------- | ----------------- | ----------------- | ----------- |
| Eduards Žukovs | 62 kg       | B csoport · Musa Ilhan (AUS) · 2-5 (kétvállas) · Dariusz Grzywiński (POL) · 2-4 · Asgari Mohammadian (IRI) · 0-11 · Anibál Nieves (PUR) · 1-6 | 6.         | kiesett           | kiesett           | kiesett           | kiesett           | kiesett           | helyezetlen |

## Cselgáncs
Férfi
| Versenyző          | Versenyszám  | Selejtező         | 32-es főtábla                       | Nyolcaddöntő      | Negyeddöntő       | Elődöntő          | Vigaszág első kör | Vigaszág nyolcaddöntő | Vigaszág negyeddöntő | Vigaszág elődöntő | Bronz- mérkőzés   | Döntő             | Helyezés |
| Versenyző          | Versenyszám  | Ellenfél Eredmény | Ellenfél Eredmény                   | Ellenfél Eredmény | Ellenfél Eredmény | Ellenfél Eredmény | Ellenfél Eredmény | Ellenfél Eredmény     | Ellenfél Eredmény    | Ellenfél Eredmény | Ellenfél Eredmény | Ellenfél Eredmény | Helyezés |
| ------------------ | ------------ | ----------------- | ----------------------------------- | ----------------- | ----------------- | ----------------- | ----------------- | --------------------- | -------------------- | ----------------- | ----------------- | ----------------- | -------- |
| Vselovods Zeļonijs | Harmatsúly   | erőnyerő          | Kim Sang-Mun (KOR) · 0000-1000      | kiesett           | kiesett           | kiesett           |                   |                       |                      |                   |                   |                   | 24.      |
| Vadims Voinovs     | Félnehézsúly | erőnyerő          | Dmitrij Szergejev (EUN) · 0000-0001 | kiesett           | kiesett           | kiesett           |                   |                       |                      |                   |                   |                   | 21.      |

## Evezés
Férfi
| Versenyző     | Versenyszám  | Előfutam | Előfutam | Vigaszág | Vigaszág | Elődöntő | Elődöntő | Elődöntő | Döntő | Döntő   | Döntő | Helyezés |
| Versenyző     | Versenyszám  | Idő      | Hely.    | Idő      | Hely.    | Típus    | Idő      | Hely.    | Típus | Idő     | Hely. | Helyezés |
| ------------- | ------------ | -------- | -------- | -------- | -------- | -------- | -------- | -------- | ----- | ------- | ----- | -------- |
| Uģis Lasmanis | Egypárevezős | 7:14,61  | 5.       | 7:03,27  | 2.       | A/B      | 7:10,69  | 5.       | B     | 7:01,54 | 3.    | 9.       |

Női
| Versenyző                  | Versenyszám              | Előfutam | Előfutam | Vigaszág | Vigaszág | Elődöntő | Elődöntő | Elődöntő | Döntő | Döntő   | Döntő | Helyezés |
| Versenyző                  | Versenyszám              | Idő      | Hely.    | Idő      | Hely.    | Típus    | Idő      | Hely.    | Típus | Idő     | Hely. | Helyezés |
| -------------------------- | ------------------------ | -------- | -------- | -------- | -------- | -------- | -------- | -------- | ----- | ------- | ----- | -------- |
| Liene Sastapa Gunta Lamaša | Kormányos nélküli kettes | 8:04,79  | 2.       |          |          | A/B      | 7:37,18  | 5.       | B     | 7:33,72 | 5.    | 11.      |

## Kajak-kenu

### Síkvízi
Férfi
| Versenyző            | Versenyszám       | Előfutam | Előfutam | Előfutam | Vigaszág | Vigaszág | Vigaszág | Elődöntő | Elődöntő | Elődöntő | Döntő   | Döntő    |
| Versenyző            | Versenyszám       | Idő      | Hely.    | Össz.    | Idő      | Hely.    | Össz.    | Idő      | Hely.    | Össz.    | Idő     | Helyezés |
| -------------------- | ----------------- | -------- | -------- | -------- | -------- | -------- | -------- | -------- | -------- | -------- | ------- | -------- |
| Jefimijs Klementjevs | Kenu egyes 500 m  | 1:56,53  | 3.       | 11.      | erőnyerő | erőnyerő | erőnyerő | 1:56,96  | 6.       | 11.      | kiesett | kiesett  |
| Ivans Klementjevs    | Kenu egyes 1000 m | 4:03,82  | 3.       | 5.       | erőnyerő | erőnyerő | erőnyerő | 4:04,12  | 3.       | 3.       | 4:06,60 |          |

### Szlalom
Férfi
| Versenyző     | Versenyszám | Döntő    | Döntő    | Döntő    | Döntő    | Döntő         | Helyezés |
| Versenyző     | Versenyszám | 1. futam | 1. futam | 2. futam | 2. futam | Jobb eredmény | Helyezés |
| Versenyző     | Versenyszám | Pont     | Hely.    | Pont     | Hely.    | Pont          | Helyezés |
| ------------- | ----------- | -------- | -------- | -------- | -------- | ------------- | -------- |
| Dzintra Blūma | Kajak egyes | 173,97   | 23.      | 160,83   | 19.      | 160,83        | 24.      |

## Kerékpározás

### Országúti kerékpározás
Férfi
| Versenyző     | Versenyszám   | Idő            | Helyezés |
| ------------- | ------------- | -------------- | -------- |
| Dainis Ozols  | Mezőnyverseny | 4:35:24(+0:03) |          |
| Arnolds Ūdris | Mezőnyverseny | 4:35:56(+0:35) | 53.      |
| Arvis Piziks  | Mezőnyverseny | 4:35:56(+0:35) | 8.       |

### Pálya-kerékpározás
Sprintversenyek
| Versenyző     | Versenyszám  | Selejtező | Selejtező | 1. forduló                                     | 1. forduló | Vigaszág selejtező        | Vigaszág selejtező | Vigaszág döntő                                          | Vigaszág döntő | 2. forduló                                       | 2. forduló | Vigaszág                   | Vigaszág | Negyeddöntő          | 5–8. helyért           | 5–8. helyért | Elődöntő             | Döntő                | Helyezés    |
| Versenyző     | Versenyszám  | Idő       | Hely.     | Ellenfelek Győztes idő                         | Hely.      | Ellenfél Győztes idő      | Hely.              | Ellenfelek Győztes idő                                  | Hely.          | Ellenfelek Győztes idő                           | Hely.      | Ellenfél Győztes idő       | Hely.    | Ellenfél Győztes idő | Ellenfelek Győztes idő | Hely.        | Ellenfél Győztes idő | Ellenfél Győztes idő | Helyezés    |
| ------------- | ------------ | --------- | --------- | ---------------------------------------------- | ---------- | ------------------------- | ------------------ | ------------------------------------------------------- | -------------- | ------------------------------------------------ | ---------- | -------------------------- | -------- | -------------------- | ---------------------- | ------------ | -------------------- | -------------------- | ----------- |
| Ainārs Ķiksis | Férfi egyéni | 10,749    | 8.        | Erik Schoefs (BEL) · Pedro Vaca (BOL) · 11,505 | 2.         | Sean Bloch (RSA) · 11,327 | 1.                 | Roberto Chiappa (ITA) · Kodzsima Keidzsi (JPN) · 10,264 | 2.             | Jens Fiedler (GER) · Erik Schoefs (BEL) · 11,285 | 2.         | José Lovito (ARG) · 11,266 | 2.       | kiesett              | kiesett                | kiesett      | kiesett              | kiesett              | helyezetlen |

Időfutam
| Versenyző   | Versenyszám           | Idő      | Helyezés |
| ----------- | --------------------- | -------- | -------- |
| Ingus Veips | Férfi egyéni időfutam | 1:06,074 | 11.      |

Pontversenyek
| Versenyző     | Versenyszám       | Selejtező | Selejtező | Selejtező | Selejtező | Döntő     | Döntő   | Helyezés |
| Versenyző     | Versenyszám       | Csoport   | lekörözés | Pont      | Hely.     | lekörözés | Pont    | Helyezés |
| ------------- | ----------------- | --------- | --------- | --------- | --------- | --------- | ------- | -------- |
| Arnolds Ūdris | Férfi pontverseny | B         | 1         | 10        | 14.       | kiesett   | kiesett | kiesett  |

## Ökölvívás
| Versenyző        | Versenyszám   | Selejtező         | Nyolcaddöntő              | Negyeddöntő                    | Elődöntő          | Döntő             | Helyezés |
| Versenyző        | Versenyszám   | Ellenfél Eredmény | Ellenfél Eredmény         | Ellenfél Eredmény              | Ellenfél Eredmény | Ellenfél Eredmény | Helyezés |
| ---------------- | ------------- | ----------------- | ------------------------- | ------------------------------ | ----------------- | ----------------- | -------- |
| Igors Šaplavskis | Nagyváltósúly | erőnyerő          | Joseph Marwa (TAN) · 14-8 | Juan Carlos Lemus (CUB) · 2-12 | kiesett           | kiesett           | 5.       |

## Öttusa
| Versenyző                                                     | Versenyszám | Vívás    | Vívás | Vívás   | Úszás  | Úszás | Úszás | Lövészet | Lövészet | Lövészet | Futás   | Futás | Futás | Lovaglás      | Lovaglás      | Lovaglás      | Összesen    | Összesen |
| Versenyző                                                     | Versenyszám | Pontszám | Pont  | Hely.   | Idő    | Pont  | Hely. | Eredmény | Pont     | Hely.    | Idő     | Pont  | Hely. | Idő           | Pont          | Hely.         | Összes pont | Helyezés |
| ------------------------------------------------------------- | ----------- | -------- | ----- | ------- | ------ | ----- | ----- | -------- | -------- | -------- | ------- | ----- | ----- | ------------- | ------------- | ------------- | ----------- | -------- |
| Stanislavs Dobrotovskis                                       | Egyéni      | 32-33    | 762   | 40.***  | 3:32,1 | 1176  | 51.*  | 187      | 1075     | 21.**    | 14:38,2 | 931   | 59.   | 2:01,8        | 852           | 46.           | 4796        | 52.      |
| Vjačeslavs Duhanovs                                           | Egyéni      | 34-31    | 796   | 28.**** | 3:31,1 | 1184  | 49.   | 178      | 940      | 51.*     | 14:54,0 | 883   | 63.   | nem ért célba | nem ért célba | nem ért célba | 3803        | 64.      |
| Kirils Medjancevs                                             | Egyéni      | 43-22    | 949   | 4.      | 3:19,8 | 1276  | 12.   | 179      | 955      | 48.**    | 14:37,4 | 934   | 57.*  | 1:36,6        | 1040          | 15.           | 5154        | 26.      |
| Stanislavs Dobrotovskis Vjačeslavs Duhanovs Kirils Medjancevs | Csapat      |          | 2507  | 4.*     |        | 3636  | 15.   |          | 2970     | 12.      |         | 2748  | 17.   |               | 1892          | 16.           | 13753       | 17.      |

* - egy másik versenyzővel/csapattal azonos eredményt/időt ért el

** - két másik versenyzővel azonos eredményt ért el

*** - négy másik versenyzővel azonos eredményt ért el

**** - nyolc másik versenyzővel azonos eredményt ért el

## Sportlövészet
Férfi
| Versenyző         | Versenyszám          | Selejtező | Selejtező | Döntő | Döntő    |
| Versenyző         | Versenyszám          | Pont      | Helyezés  | Pont  | Helyezés |
| ----------------- | -------------------- | --------- | --------- | ----- | -------- |
| Afanasijs Kuzmins | Gyorstüzelő pisztoly | 590       | 5.        | 882   |          |

Nyílt
| Versenyző         | Versenyszám | Selejtező | Selejtező | Elődöntő | Elődöntő | Döntő   | Döntő    |
| Versenyző         | Versenyszám | Pont      | Helyezés  | Pont     | Helyezés | Pont    | Helyezés |
| ----------------- | ----------- | --------- | --------- | -------- | -------- | ------- | -------- |
| Boriss Timofejevs | Skeet       | 148       | 10.       | 197      | 11.*     | kiesett | kiesett  |

* - négy másik versenyzővel azonos eredményt ért el

## Súlyemelés
| Versenyző            | Versenyszám | Szakítás | Szakítás | Lökés    | Lökés    | Összesen | Helyezés |
| Versenyző            | Versenyszám | Eredmény | Helyezés | Eredmény | Helyezés | Összesen | Helyezés |
| -------------------- | ----------- | -------- | -------- | -------- | -------- | -------- | -------- |
| Aleksandrs Žerebkovs | 75 kg       | 150,0    | 10.      | 175,0    | 21.      | 325,0    | 14.      |
| Raimonds Bergmanis   | +110 kg     | 162,5    | 15.      | 200,0    | 13.      | 362,5    | 14.      |

## Tenisz
Női
| Versenyző                        | Versenyszám | 64-es főtábla                            | 32-es főtábla                                                  | Nyolcaddöntő      | Negyeddöntő       | Elődöntő          | Döntő             | Helyezés |
| Versenyző                        | Versenyszám | Ellenfél Eredmény                        | Ellenfél Eredmény                                              | Ellenfél Eredmény | Ellenfél Eredmény | Ellenfél Eredmény | Ellenfél Eredmény | Helyezés |
| -------------------------------- | ----------- | ---------------------------------------- | -------------------------------------------------------------- | ----------------- | ----------------- | ----------------- | ----------------- | -------- |
| Agnese Blumberga                 | Egyes       | Hrisztína Papadáki (GRE) · 4-6, 6-1, 6-2 | Amanda Coetzer (RSA) · 2-6, 4-6                                | kiesett           | kiesett           | kiesett           | kiesett           | 17.      |
| Larisa Neilande                  | Egyes       | Katerina Maleeva (BUL) · 6-7(3–7), 2-6   | kiesett                                                        | kiesett           | kiesett           | kiesett           | kiesett           | 33.      |
| Agnese Blumberga Larisa Neilande | Páros       |                                          | Ausztria (AUT) · Petra Ritter · Judith Wiesner · 4-6, 7-5, 3-6 | kiesett           | kiesett           | kiesett           | kiesett           | 17.      |

## Úszás
Férfi
| Versenyző        | Versenyszám    | Előfutam | Előfutam | Előfutam | Döntő   | Döntő   | Döntő   | Helyezés |
| Versenyző        | Versenyszám    | Idő      | Hely.    | Össz.    | Típus   | Idő     | Hely.   | Helyezés |
| ---------------- | -------------- | -------- | -------- | -------- | ------- | ------- | ------- | -------- |
| Artūrs Jakovļevs | 100 m pillangó | 55,95    | 7.       | 33.      | kiesett | kiesett | kiesett | kiesett  |

## Vitorlázás
Férfi
| Versenyző  | Versenyszám     | Futam | Futam | Futam  | Futam | Futam | Futam | Futam | Futam | Futam | Futam | Pontszám | Helyezés |
| Versenyző  | Versenyszám     | 1     | 2     | 3      | 4     | 5     | 6     | 7     | 8     | 9     | 10    | Pontszám | Helyezés |
| ---------- | --------------- | ----- | ----- | ------ | ----- | ----- | ----- | ----- | ----- | ----- | ----- | -------- | -------- |
| Ansis Dāle | Szörfvitorlázás | 30,0  | 29,0  | (51,0) | 31,0  | 41,0  | 19,0  | 32,0  | 38,0  | 26,0  | 38,0  | 284,0    | 29.      |

Női
| Versenyző    | Versenyszám     | Futam | Futam  | Futam | Futam | Futam | Futam | Futam | Futam | Futam | Futam | Pontszám | Helyezés |
| Versenyző    | Versenyszám     | 1     | 2      | 3     | 4     | 5     | 6     | 7     | 8     | 9     | 10    | Pontszám | Helyezés |
| ------------ | --------------- | ----- | ------ | ----- | ----- | ----- | ----- | ----- | ----- | ----- | ----- | -------- | -------- |
| Ilona Dzelme | Szörfvitorlázás | 27,0  | (28,0) | 25,0  | 26,0  | 23,0  | 28,0  | 25,0  | 26,0  | 25,0  | 18,0  | 223,0    | 21.      |